# T-34-76
T-34-76은 제2차 세계 대전 및 그 이후 시기에 쓰였던 T-34의 계열형으로, 숫자 "76"은 전차의 주포인 76mm 전차포 M1940 F-34에서 유래했다. T-34-76의 경우 서구 및 독일식 명명법으로, T-34-76을 생산한 소련의 경우, T-34의 모든 계열형에 따로 제식 명칭을 부여하지 않았다. 다른 T-34 계열형과 마찬가지로, 초기의 T-34-76 역시 BT 전차와 A-20의 장점을 채택해 만들어졌다. 그러나 스페인 내전과 할힌골 전투에서 BT 전차와 T-34의 설계자였던 미하일 코시긴은 기존의 T-34를 개량해 전차의 방호력과 공격력을 모두 향상시켰고, 이 결과 T-34-76에는 기존의 57mm 포보다 성능이 향상된 76mm 전차포가 탑재되었다.
T-34-76의 경우 제2차 세계 대전 중 지속적인 개량을 거쳤고, 이에 따라 "1940년형", "1941년형", "1942년형"이 등장했다. 전체 생산량은 제2차 세계 대전 중 34,780대였다. 우수한 주포와 막대한 생산력 덕분에 T-34-76은 소련군의 기계화에 큰 도움을 주었지만, 바르바로사 작전 때에는 소련군의 전차 운용 미숙으로 많은 전차가 파괴되었다. 이후 1944년 9월 생산이 중단될 때까지 T-34-76은 소련군 기갑 병력의 주요 자원이었다. 1943년부터 독일에서 5호 전차 판터, 6호 전차 티거 1, 나스호른, 엘레판트, 4호 구축전차와 같이 장갑이 두껍고 주포도 우수한 전차들이 등장하면서, T-34-76의 성능은 독일군에 비해 뒤처지게 되었고, 이에 따라 소련군은 T-34-85를 개발하게 되었다.
제2차 세계 대전이 끝난 뒤, T-34-76은 동구권과 제3세계 각국에 수출되었다. 이집트의 경우 주포를 개조해 T-34-100을 생산했고, 중화인민공화국의 경우 차체를 활용해 63식 대공전차를 개발하기도 했다. 조선민주주의인민공화국 같은 일부 국가에서는 여전히 현역으로 운용 중이다.

## 개량형
- 1940년형 (T-34-76A): 초기에 약 400대가 양산되었으며,[3] L-11 76.2 mm 전차포가 탑재되었다.
- 1941년형 (T-34-76B): 장갑이 두꺼워졌으며, 전차포도 성능이 더 좋은 F-34 76.2 mm 포로 변경되었다.
- 1942년형 (T-34-76C): 1941년형보다 장갑이 두꺼우며, 다양한 세부기능이 변경되었다.
- 1943년형 (T-34-76D, T-34-76E, T-34-76F): 1942년 5월에 도입되었다. 탄약과 연료가 증가했으며, 장갑의 두께는 아주 약간 증가했다.[4] 한 쌍의 동그란 포탑의 해치가 열릴 때의 모양새 때문에 새로 탑재한 육각형의 포탑을 독일인들은 "미키 마우스"라고 불렀다.